# De Fortuin (Noordhorn)
De Fortuin is een koren- en pelmolen in Noordhorn in de provincie Groningen.

## Geschiedenis
De oorspronkelijke molen op de huidige plek werd omstreeks 1800 gebouwd. Nadat deze molen was afgebrand in 1890 werd de huidige molen opgebouwd met gebruikmaking van onderdelen van een afgebroken molen uit Grijpskerk ('de vrouwe Ida'; gebouwd in 1856, opgekocht door de beide andere molenaars van Grijpskerk in 1890). De molen onderging in 1983 een ingrijpende restauratie.
De molen droeg eertijds de naam 'De Specht', maar eigenaar Bakker wilde de molen na een restauratie 'De Fortuin' noemen. De schilder echter vergiste zich bij het schilderen van de naam op de zogenaamde baard van de molen en maakte er 'Fortuna' van. Na een restauratie tien jaar geleden werd ter ere van de toen hoogbejaarde molenaar Bakker de historische fout hersteld en kreeg de molen alsnog de naam De Fortuin. De molen draait regelmatig dankzij vrijwillige molenaars.
In juni 2008 stelde de Rijksdienst voor Archeologie, Cultuurlandschap en Monumenten 127.595 euro beschikbaar voor een restauratie van De Fortuin. Bij deze restauratie werd onder andere een compleet nieuw wiekenkruis aangebracht. In mei 2009 is de molen opgeleverd.
Op 3 juni 2023 brak tijdens het draaien de bovenas van de molen. Vanwege gevaar voor omwonenenden werden de wieken nog diezelfde dag met behulp van twee grote hijskranen verwijderd.

## Grijpskerk
De Fortuin was ook de eerste korenmolen in Grijpskerk, die werd gebouwd ten noorden van de Herestraat. In 1780 werd Sijdze Ritsma er molenaar. Er was een bakkerij verbonden aan de molen. In 1905 werd de molen gekocht door de eigenaar van een molen aan de Friesestraatweg, die hem doorverkocht aan B.W. Heusinkveld uit Winterswijk. Daar werd de molen in 1916 verbrand.

## Afbeeldingen

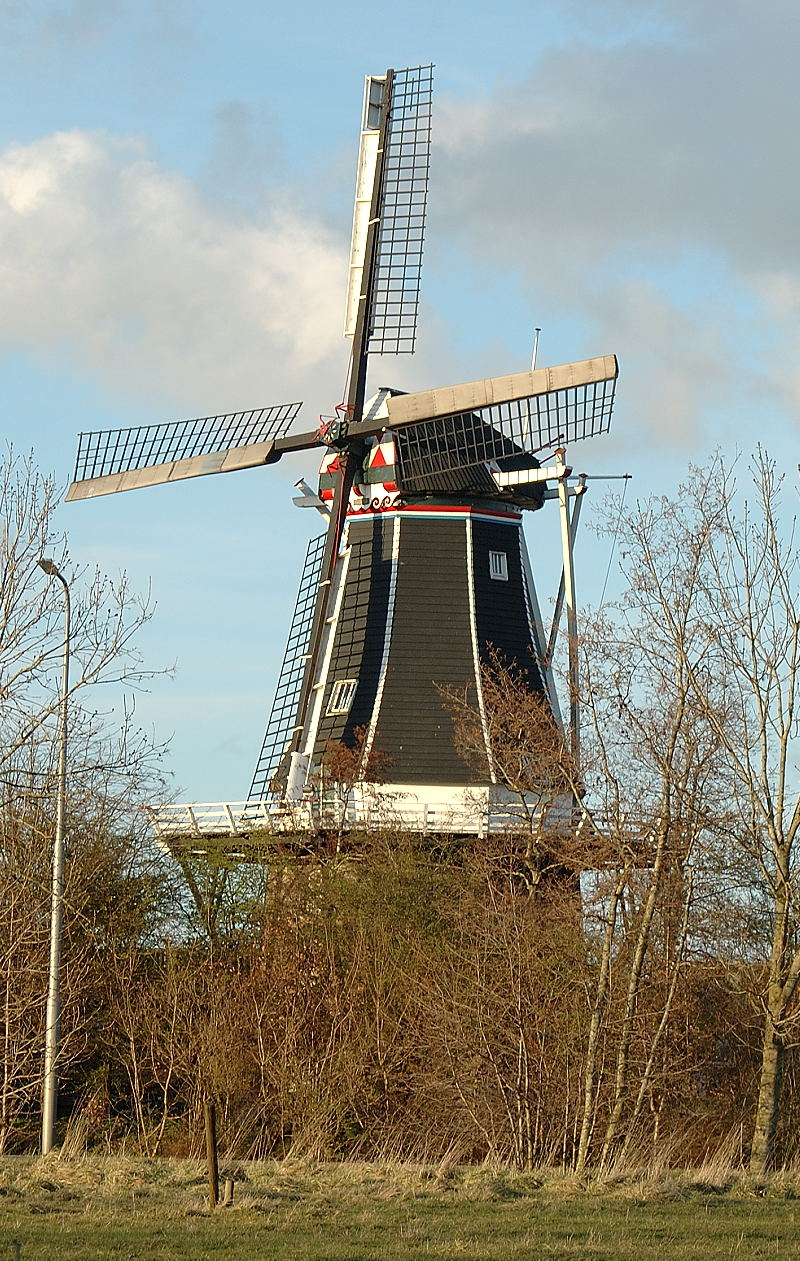
De Fortuin in 2008, gezien vanaf de zuidwestzijde vanaf de Rijksstraatweg N355
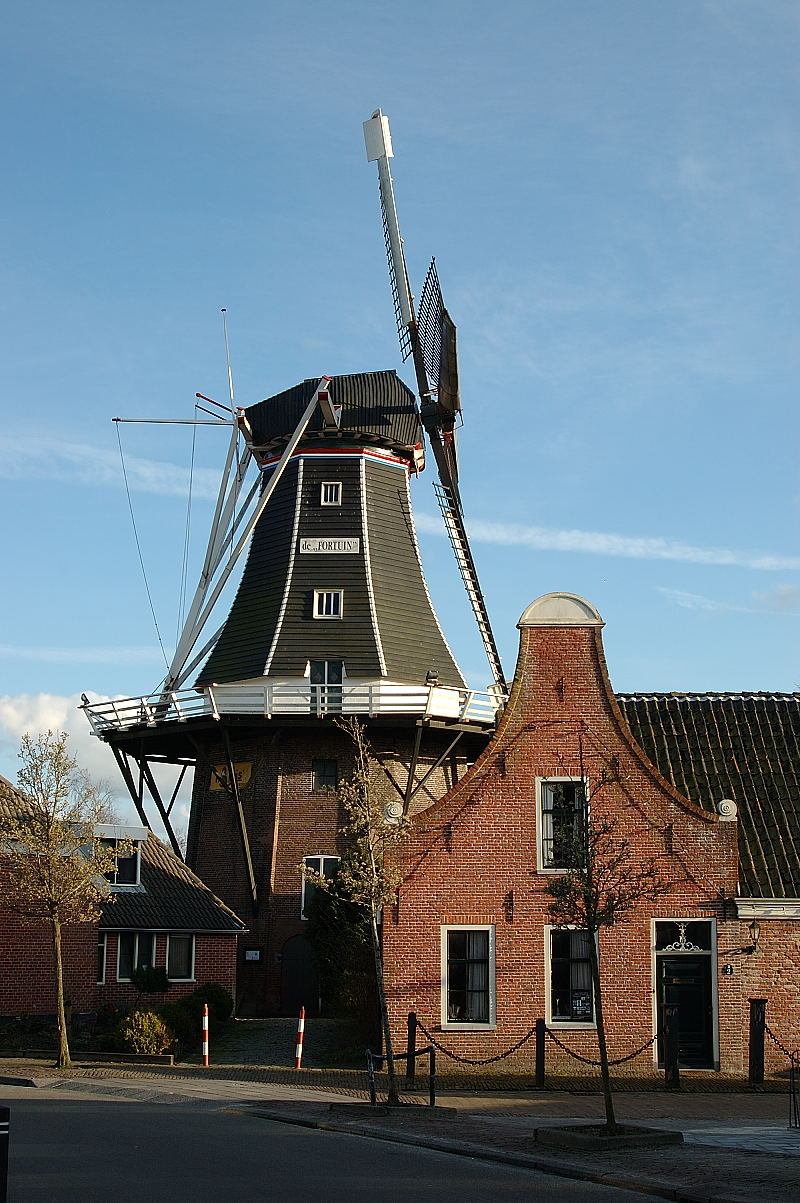
De Fortuin in 2008, gezien vanaf de noordzijde vanaf de Langestraat/Schipperstraat
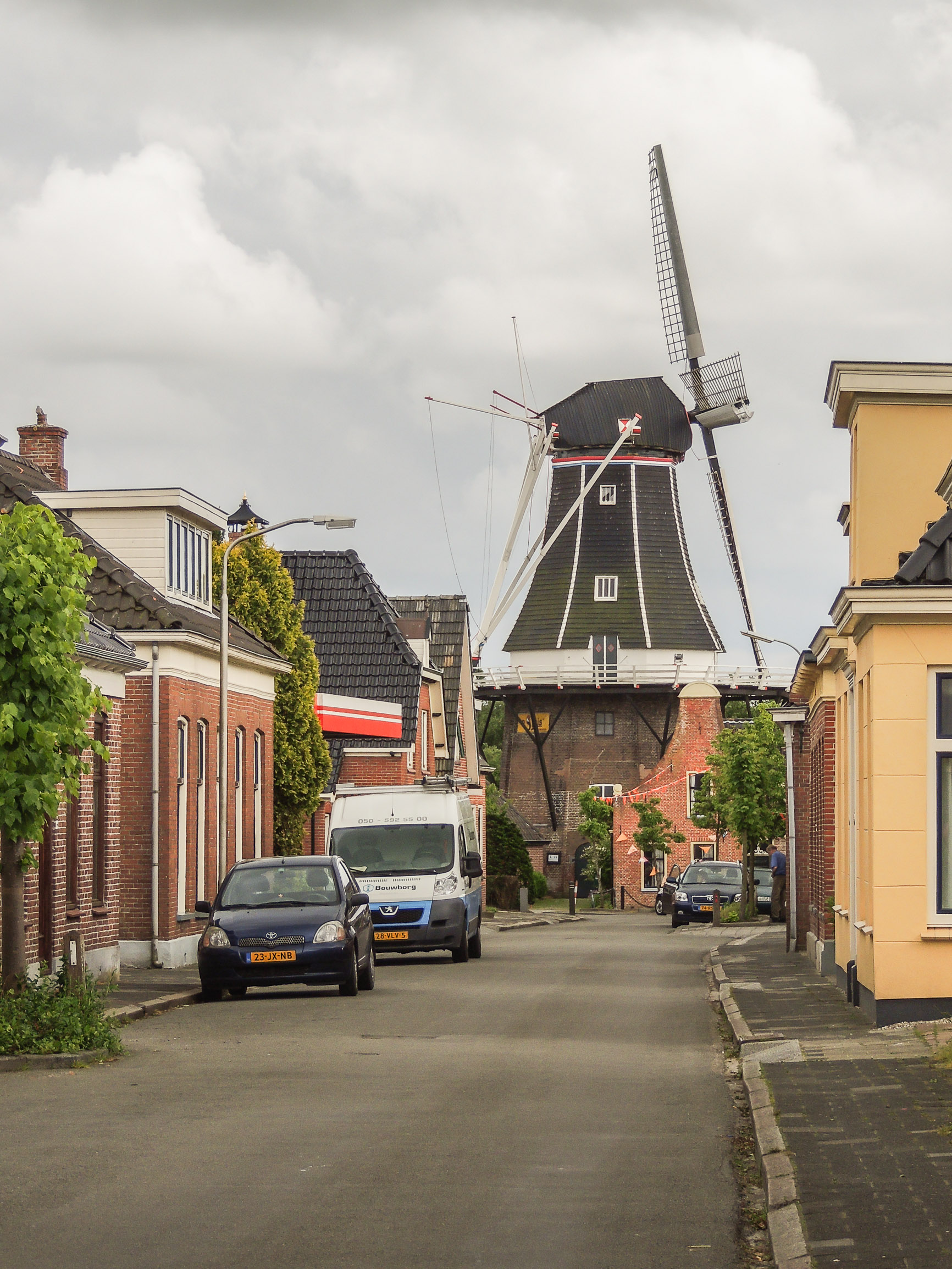
De Fortuin in 2012, gezien vanuit de Langestraat